# 3. lipnja u Drugom svjetskom ratu
Drugi svjetski rat po nadnevcima: 3. lipnja u Drugom svjetskom ratu.

### 1940.
- Luftwaffe bombardira Pariz.
- Bitka kod Dunkerquea okončana uvjerljivom njemačkom pobjedom i savezničkim povlačenjem.

### 1941.
- Wehrmacht sravnio sa zemljom grčko selo Kandanos i ubio 180 stanovnika.

### 1944.
- Savezničko bombardiranje Splita: ubijeno 227 civila i nekoliko vojnika.